# デルフレス＝エスバッハ
デルフレス＝エスバッハ (ドイツ語: Dörfles-Esbach) は、ドイツ バイエルン州 オーバーフランケン行政管区 コーブルク郡に属する町村（以下、本項では便宜上「町」と記述する）。

## 地理

### 自治体の構成
この町は、公式には2つの集落からなる。
- デルフレス・バイ・コーブルク
- エスバッハ

## 歴史
デルフレス＝エスバッハは、ザクセン＝コーブルク公国に属していた。コーブルク州の一部として1919年の住民投票を経て、1920年からバイエルン州に帰属した。

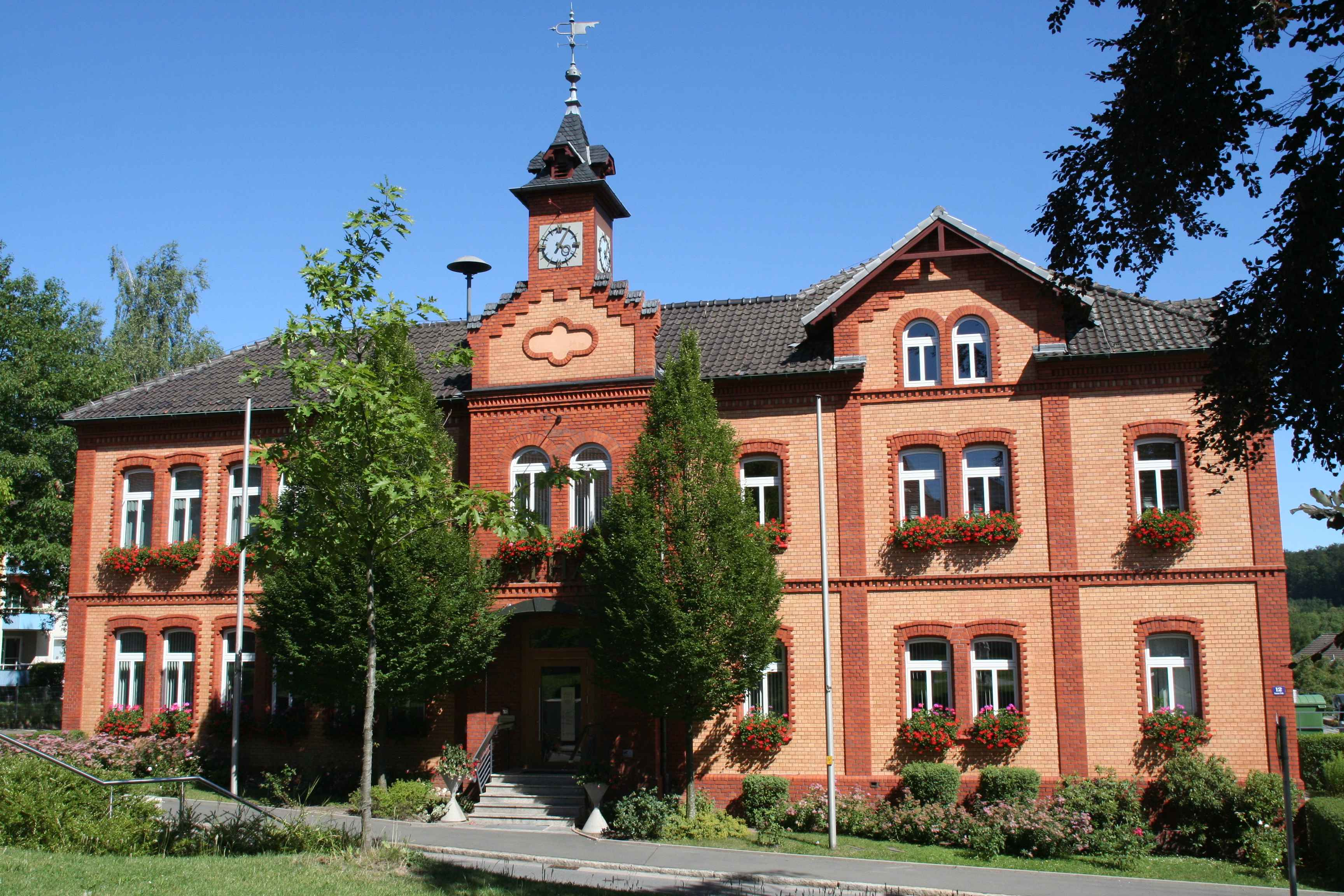
町役場

### 紋章
図柄：銀色の下地、青の波形の上に2対の実をつけた赤いオークの木、下に3軒の赤い家。

## 経済と 社会基盤

### 交通
デルフレス＝エスバッハは国有鉄道やバス路線の便がよい。2006年からは、連邦アウトバーンA73に直接アクセスできるようになった。

### 地元企業
- Coburger Kartonagenfabrik （コーブルク・ボール紙加工、ボール紙の箱製造など）
- Hamuel Reichenbacher
- Autohaus Staffel （オペル）
- Autohaus "Am Eichberg" （スズキ、ホンダ）

### 公的施設
- 公立図書館

## 引用
1. ↑  https://www.statistikdaten.bayern.de/genesis/online?operation=result&code=12411-003r&leerzeilen=false&language=de Genesis-Online-Datenbank des Bayerischen Landesamtes für Statistik Tabelle 12411-003r Fortschreibung des Bevölkerungsstandes: Gemeinden, Stichtag (Einwohnerzahlen auf Grundlage des Zensus 2011)
2. ↑  Bayerische Landesbibliothek Online